# 要塞 (映画)
要塞（ようさい、英: Hornets’ Nest）は、1970年に公開されたイタリア・アメリカ合衆国合作の戦争映画。
監督フィル・カールソン。出演ロック・ハドソン、シルヴァ・コシナ、セルジオ・ファントーニ。
1944年に北イタリアの村で起こった虐殺を生き延びた7歳から14歳の少年グループに焦点を描いている。映画は暴力的であると批評家から批判され興行的に失敗した。ロック・ハドソンはこの映画の失敗により活動の場を映画からテレビ中心に移した。

## キャスト
| 役名        | 俳優                           | 日本語吹替                                                                                       |
| 役名        | 俳優                           | TBS版                                                                                            |
| ----------- | ------------------------------ | ------------------------------------------------------------------------------------------------ |
| ターナー    | ロック・ハドソン               | 中丸忠雄                                                                                         |
| ビアンカ    | シルヴァ・コシナ               | 谷育子                                                                                           |
| ヘヒト大尉  | セルジオ・ファントーニ         | 草薙幸二郎                                                                                       |
| タウシッヒ  | ジャック・セルナス             | 木原正二郎                                                                                       |
| シュワール  | ジャコモ・ロッシ・スチュアート | 納谷六朗                                                                                         |
| アルド      | マーク・コレアノ               | 竹尾智晴                                                                                         |
| カルロ      | マウロ・グラヴィナ             | 伊東永昌                                                                                         |
| 不明 その他 |                                | 宮本和男 山賀裕二 伊藤友介 佐藤晴通 福山千穂美 大久保正信 塚田正昭 叶年央 田口昴 藤本譲 笹岡繁蔵 |
|             |                                |                                                                                                  |
| 演出        | 演出                           | 加藤敏                                                                                           |
| 翻訳        | 翻訳                           | 飯嶋永昭                                                                                         |
| 効果        | 効果                           | 遠藤堯雄 桜井俊哉                                                                                |
| 調整        | 調整                           | 飯塚秀保                                                                                         |
| 制作        | 制作                           | 東北新社                                                                                         |
| 解説        | 解説                           | 荻昌弘                                                                                           |
| 初回放送    | 初回放送                       | 1974年9月9日 『月曜ロードショー』                                                                |